# Richard Grieco
Richard Grieco (Siracusa, Nueva York, 23 de marzo de 1965) es un actor estadounidense.
Nacido en Watertown, Nueva York, Grieco jugó al fútbol americano para la Central Connecticut University. Después de incursionar como modelo, estudió actuación. Interpretó  a  Rick Gardner en One Life to Live de 1985 a 1987. En 1988, Grieco comenzó a aparecer como el Detective Dennis Booker en la serie televisiva 21 Jump Street y en el spin off Booker. Hace su debut en cine como Michael Corben If Looks Could Kill, Grieco ha aparecido en numerosas películas desde entonces, también apareció en la serie de TV el Marcador en 1995,  en 1998 en A Night at the Roxbury, realizó un cameo para la película 22 Jump Street de 2014, donde interpreta nuevamente al detective Dennis Booker.

## Filmografía

### Cine
| Año  | Película                                            | Personaje               | Notas                          |
| ---- | --------------------------------------------------- | ----------------------- | ------------------------------ |
| 1991 | If Looks Could Kill                                 | Michael Corben          |                                |
| 1991 | Mobsters                                            | Bugsy Siegel            |                                |
| 1992 | Tomcat: Dangerous Desires                           | Tom                     |                                |
| 1993 | Born to Run                                         | Nicky Donatello         |                                |
| 1994 | Suspicious Agenda                                   | Tony Castagne           |                                |
| 1994 | Sin and Redemption                                  | Jim McDaniels           |                                |
| 1994 | A Vow to Kill                                       | Eric                    |                                |
| 1994 | Bolt                                                | Bolt                    | Titulado como Rebel Run en DVD |
| 1995 | The Demolitionist                                   | Mad Dog Burne           |                                |
| 1995 | It Was Him or Us                                    | Gene Shepard            |                                |
| 1996 | Circuit Breaker                                     | Adam                    |                                |
| 1997 | Mutual Needs                                        | Brandon Collier         |                                |
| 1997 | When Time Expires                                   | Travis Beck             |                                |
| 1997 | Against the Law                                     | Rex                     |                                |
| 1997 | The Journey: Absolution                             | Sgt. Bradley            |                                |
| 1998 | Sinbad: The Battle of the Dark Knights              | Sinbad                  |                                |
| 1998 | Ultimate Deception                                  | Bobby Woodkin           |                                |
| 1998 | Captive                                             | Joe Goodis              |                                |
| 1998 | Blackheart                                          | Ray                     |                                |
| 1998 | The Apostate                                        | Michael Killan          |                                |
| 1998 | Garden of Evil                                      | Dean                    |                                |
| 1998 | A Night at the Roxbury                              | Él mismo                |                                |
| 1999 | Heaven or Vegas                                     | Navy                    |                                |
| 2000 | Point Doom                                          | Rick Hansen             |                                |
| 2000 | Harold Robbins' Body Parts                          | Ty Kinnick              |                                |
| 2001 | Final Payback                                       | Joey Randall            |                                |
| 2001 | Manhattan Midnight                                  | Midnight                |                                |
| 2001 | Sexual Predator                                     | J. C. Gale              |                                |
| 2001 | Death, Deceit and Destiny Aboard the Orient Express | Jack Chase              |                                |
| 2001 | Sweet Revenge                                       | Frank                   |                                |
| 2002 | Fish Don't Blink                                    | Pete                    |                                |
| 2002 | Book of Days                                        | Sr. Finch               |                                |
| 2002 | Webs                                                | Dean                    |                                |
| 2002 | Evil Breed: The Legend of Samhain                   | Mark                    |                                |
| 2004 | Phantom Force                                       | Mark Dupree             |                                |
| 2004 | Dead Easy                                           | Simon Storm             |                                |
| 2005 | Raiders of the Damned                               | Dr. Lewis               |                                |
| 2006 | Forget About It                                     | Anthony Amato           |                                |
| 2011 | Almighty Thor                                       | Loki                    |                                |
| 2011 | Cats Dancing on Jupiter                             | Derek Stockton          |                                |
| 2013 | AE Apocalypse Earth                                 | Capitán Sam Crowe       |                                |
| 2014 | 22 Jump Street                                      | Detective Dennis Booker | Cameo                          |

### Televisión
| Año       | Serie                                  | Personaje                     | Notas                             |
| --------- | -------------------------------------- | ----------------------------- | --------------------------------- |
| 1985–1987 | One Life to Live                       | Rick Gardner                  |                                   |
| 1987      | Rags to Riches                         | Billy Gallento                |                                   |
| 1988      | Who's The Boss?                        | Mauritzio                     |                                   |
| 1988–1989 | 21 Jump Street                         | Detective Dennis Booker       |                                   |
| 1989–1990 | Booker                                 | Detective Dennis Booker       |                                   |
| 1994-1996 | Gargoyles                              | Anthony "Tony" Dracon         |                                   |
| 1995      | Marker                                 | Richard DeMorra               |                                   |
| 1995      | The Marvel Action Hour: Fantastic Four | Danny Ketch/Ghost Rider       | 1 Episodio                        |
| 1996      | The Incredible Hulk                    | Danny Ketch/Ghost Rider       | 1 Episodio                        |
| 2006–2007 | Veronica Mars                          | Steve Botando                 | 3 Episodios                       |
| 2009      | Gone Country 3                         | Él mismo                      | Celebreality game show contestant |
| 2010      | Gigolos                                | Creador y Productor Ejecutivo |                                   |

### Videojuegos
| Año  | Videojuego                   | Personaje                | Notas |
| ---- | ---------------------------- | ------------------------ | ----- |
| 2011 | Ultimate Marvel vs. Capcom 3 | Ghost Rider/Johnny Blaze |       |

### Web
| Año  | Video       | Personaje   | Notas                                        |
| ---- | ----------- | ----------- | -------------------------------------------- |
| 2014 | Viral Video | Fishykiller | YouTube short film on Trisha Paytas' channel |